# 馬克西米連·馮·斯比
馬克西米連·約翰內斯·瑪莉亞·胡貝特·馮·斯比（德語：Maximilian Johannes Maria Hubert Reichsgraf von Spee，1861年6月22日—1914年12月8日），帝国伯爵，德意志帝國的海军将领，德国東亞分艦隊最后一任司令。1914年第一次世界大戰爆發時，有鑑於東亞分艦隊所在的膠州灣強敵環伺，遲早會受困當地而彈盡糧絕，斯比率领舰队离港，尝试跨越太平洋返回德國。路途上他曾於科羅內爾海戰中击败由英国海军少将克里斯托弗·克拉多克带领的英国分艦隊。此戰是英国皇家海軍自拿破崙戰爭以來首次失利，之后斯比艦隊遭英軍派遣大批艦隊圍殲，最後於福克蘭群島海戰中被消灭，斯比本人也在海战中阵亡。
此后德国举国视斯比为挑战英国海权的英雄，该国海军先后以他命名了多艘舰艇以示纪念，其中最有名者是納粹德國後來進行海軍重建計畫時建造的施佩伯爵将军号装甲舰。

## 早年生活
斯比于1861年6月22日出生在丹麦哥本哈根，并在德国莱茵兰地区的家族庄园中长大。他在1878年加入了德意志帝国海军，以海军少尉（德語：Leutnant zur See）的军衔在基尔海军基地服役。几年后他获任海鸥号炮艇的舰长，随舰前往西非。在这次航行中，德国当局通过和当地统治者谈判的方式，成功在西非海岸创建了多哥兰和德属喀麦隆两个殖民地。1887年，斯比转任喀麦隆杜阿拉，担任当地港口的指挥官。不幸的是，他在任上罹患了风湿热，被迫回国治疗。
回国后，斯比于1889年娶了玛格丽塔女男爵（德語：Margareta geb. Freiin von der Osten-Sacken），他们生了两个儿子：奥托和海因里希，和一个女儿：胡贝塔。1897年11月，德国强割胶澳地区建立了胶州湾租借地，斯比也因此在12月转到新成立的東亞分艦隊里任职，担任海军中将棣德利的参谋。1900年八国联军侵华期间，斯比在胶州湾和长江上参与了一些边缘军事行动。
战后施佩被调回德国，被晋升为海军少校（德語：Korvettenkapitän）并任前无畏舰勃兰登堡号的大副。  在接下来的十年里，施佩晋升得很快，先后任殖民地炮舰赫拉号，扫雷舰鹈鹕号，以及前无畏舰维特尔斯巴赫号的舰长。在1910年，他被授予海军少将（德語：Konteradmiral）的军衔，担任公海舰队侦察力量的副指挥官。

## 东亚分舰队

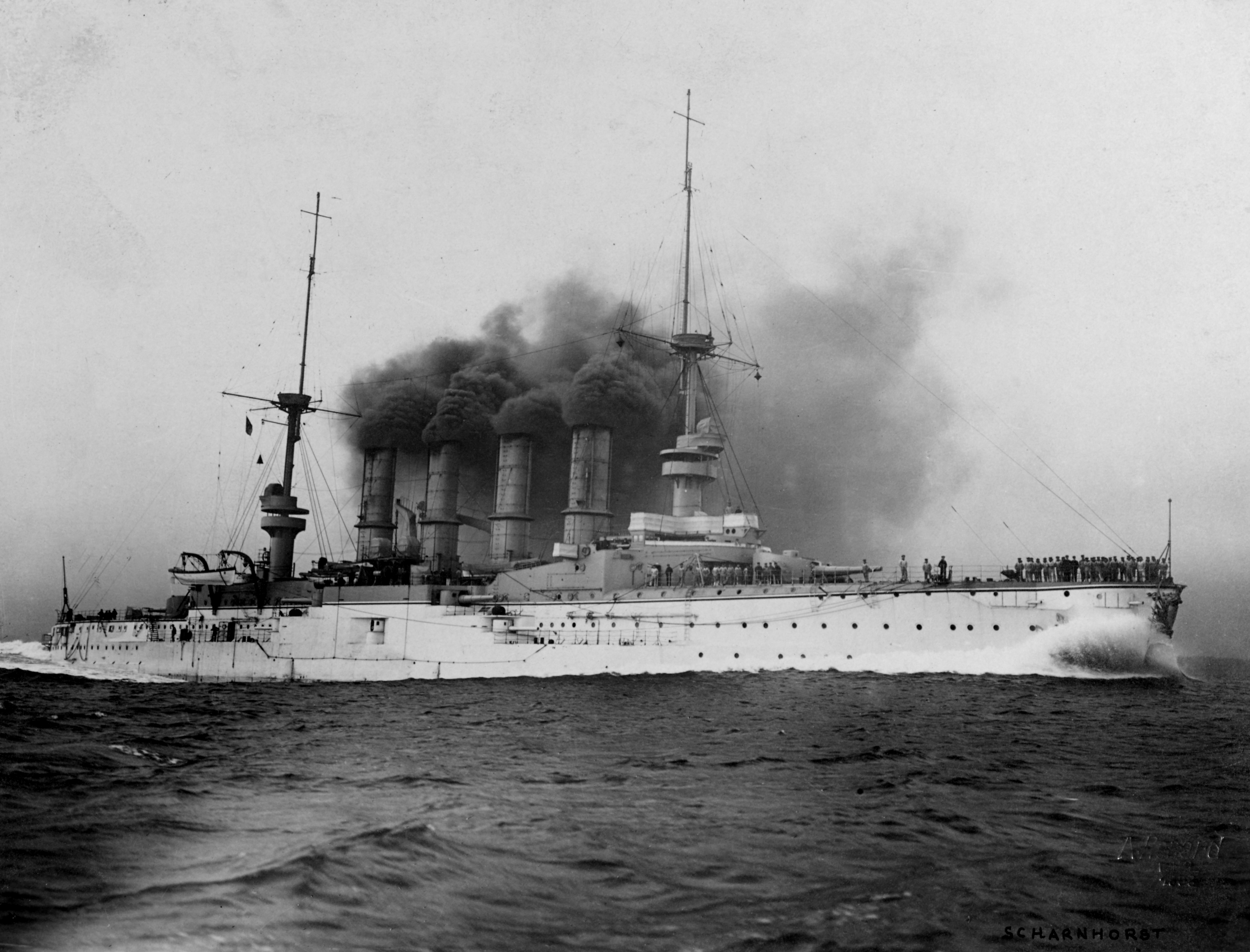
斯比的旗舰沙恩霍斯特号

1912年末，施佩再次前往德属青岛，代替冈瑟·冯·克罗西克（德語：Günther von Krosigk）海军少将担任东亚分舰队的指挥官。到任后，斯比的工作重心是为德国进行外交访问。他先是率领沙恩霍斯特号和格奈森瑙号装甲巡洋舰环游了西南太平洋，友好访问了包括新加坡和巴达维亚在内的好几个港口。1913年，施佩被晋升为海军中将。1913年4年1日至5月7日，沙恩霍斯特号造访日本，斯比拜会了大正天皇。之后，施佩又率舰队访问了暹罗，觐见了国王拉玛五世。1914年，施佩开始了中国之行，先后造访了大连，天津，并在北京会见了袁世凯。最终施佩于1914年5月11日返回了青岛。
之后，施佩计划访问德属新几内亚；6月20日，他带领两艘装甲巡洋舰离开了青岛，前往长崎进行装煤。在前往特鲁克的途中，施佩收到了奥匈帝国皇储斐迪南大公被刺杀的消息，于是他前往加罗林群岛的波纳佩岛待命。 接下来的一个月里，欧陆的局势不断升温：7月28号，奥匈帝国对塞尔维亚宣战；7月30日，俄国总动员；7月31日，德國發出最後通牒要求俄國在12小時內取消總動員，而俄國對此通牒置之不理；8月1日，德國对俄國宣戰，同时要求法国中立；8月3日，德国对法国宣战，并入侵比利时（施里芬計劃）；同日英國向德國宣戰——第一次世界大战正式爆发。

### 第一次世界大战

东亚分舰队从1914年到1915年的航程

德国东亚分舰队的主力舰艇包括2艘装甲巡洋舰——沙恩霍斯特号、格奈森瑙号以及3艘轻巡洋舰——莱比锡号，埃姆登号以及纽伦堡号。 然而开战时，这五艘巡洋舰分散在太平洋各地：2艘装甲巡洋舰在波纳佩岛、纽伦堡号正在从北美西海岸返回的路上、莱比锡号刚刚接替了纽伦堡号，于墨西哥海岸巡逻、埃姆登号仍然驻留在青岛。 施佩的当下之急便是集合旗下的兵力。8月6日，施佩舰队和纽伦堡号会合，3艘巡洋舰和她们的煤船一起前往德属马里亚纳群岛的帕甘岛。8月12日，埃姆登号和辅助巡洋舰艾特尔·腓特烈亲王号加入了施佩舰队。施佩与舰长商议后决定前往智利，取道合恩角返回德国。8月13日，埃姆登号的舰长卡尔·冯·穆勒说服了施佩，于是埃姆登号和艾特尔·腓特烈亲王号离开主舰队，前往印度洋进行破交作战以吸引敌军注意力。8月14日，施佩舰队的其余舰船开往马绍尔群岛的埃内韦塔克环礁。 途中，施佩废除了一些舰上礼节，取消了军官、士官和随舰工程师之间的区分。
9月8日，纽伦堡号前往中立的夏威夷搜集情报，并使用无线电和德国海军部联系。再次会合时，纽伦堡号带来了8月29日德属萨摩亚陷落的消息。因此施佩带领沙恩霍斯特号和格奈森瑙号前往阿皮亚，希望能突袭那里的英舰。 然而当施佩舰队于9月14日到达时，他却发现阿皮亚港中没有敌舰。施佩没有炮击阿皮亚，而是选择掉头离开，因为他觉得炮击只会伤及土著人口以及破坏德国人之前在岛上建设的资产。9月22日，东亚分舰队抵达塔希提岛并轰炸了法属波利尼西亚的首府帕皮提市，同时击沉了法国炮舰热忱号。法国岸炮虽然进行了还击，但没有伤到德国舰船。由于害怕法国人在港口中布设了水雷，施佩没有下令水兵登陆，因此他没能缴获港口中储存的燃煤。之后，施佩率舰前往马克萨斯群岛，在那里舰队通过以物易物，购买和没收弄到了不少物资。10月12日，舰队抵达了复活节岛，与轻巡洋舰莱比锡号、德累斯顿号以及另外4艘煤船会合。11月1日，施佩来到了智利外海，此时他接到情报称英舰轻巡洋舰格拉斯哥号单独出现在智利科罗内尔港内。施佩觉得这是个好机会，于是他率舰队前往科罗内尔，试图围歼格拉斯哥号。

#### 科罗内尔海战
格拉斯哥号事实上是由海军少将克里斯托弗·克拉多克所率领的英国皇家海军第4巡洋舰分舰队的斥候，在科罗内尔港寻找德国莱比锡号轻巡洋舰的踪迹。11月1日下午，英德双方在科罗内尔外海意外相遇。英国舰队包括装甲巡洋舰好望角号（旗舰）、蒙茅斯号、轻巡洋舰格拉斯哥号和辅助巡洋舰奧特朗托号。虽然在实力上占优，但是施佩在发现英舰后并没有立刻迎战，而是利用自己手下舰船的速度优势与英军保持距离，在海面上拖延时间。施佩知道只要夕阳继续西沉，被照亮的地平线就能将英舰的剪影衬得一清二楚。18时7分，施佩下令开火，他手下的装甲巡洋舰迎击好望角号和蒙茅斯号，轻巡洋舰迎击格拉斯哥号和奧特朗托号。克拉多克很快命令奧特朗托号撤退，因为这艘前邮轮所能发挥的作用实在有限。18时50分，格奈森瑙号成功瘫痪了蒙茅斯号，于是转而向好望角号开火。19时23分，好望角号失去了战斗能力。最终施佩下令格奈森瑙号和沙恩霍斯特号后撤并让手下的轻巡洋舰终结了这两艘英国装甲巡洋舰。战斗中，英军有超过1600名官兵阵亡，包括指挥官克拉多克海军少将。德舰损伤轻微，只有3人伤亡，但消耗了超过40%的弹药储备。科罗内尔海战是皇家海军百年来首次失利，施佩成功击败了一整只英国分舰队，而上次这种情况要追溯到1814年的尚普兰湖战役。

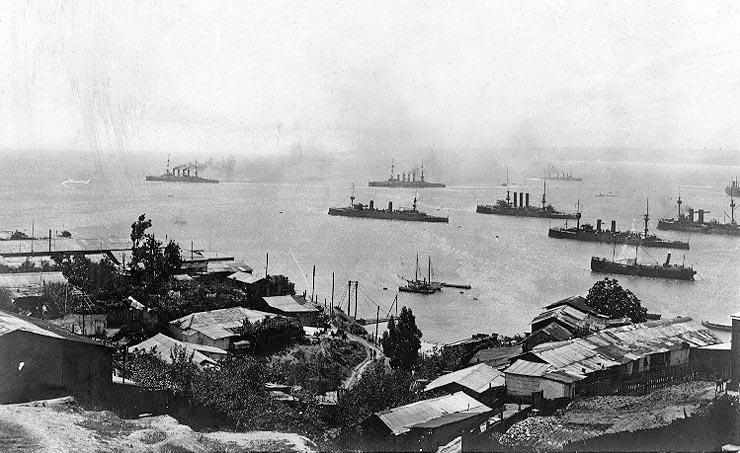
德军舰队在战后于1914年11月3日离开瓦尔帕莱索

战后，施佩带领舰队前往智利瓦尔帕莱索。由于智利奉行中立政策，所以一次只允许3艘德舰入港补给。于是11月3日，沙恩霍斯特号，格奈森瑙号和纽伦堡号先行入港，而莱比锡号，德累斯顿号和剩下的煤船前往亚历山大塞尔扣克岛待命。在瓦尔帕莱索，东亚分舰队舰队采购了急需的燃煤，施佩本人也和德国海军部交换了情报，讨论了皇家海军在此地区的军事部署。科罗内尔海战后，英文媒体一直在以最大程度地瞒报英军损失并夸大德国的人员伤亡，所以施佩决定在瓦尔帕莱索的德国俱乐部召开一次低调的招待会以澄清事实。尽管斯比获得了胜利，但他对接下来的战斗感到十分悲观。聚会上有人为他献上了一束鲜花，他拒绝了，并评论道：“这些花在我的坟墓上一定很好看，” 以及：
“您一定不要忘记我其实无家可归。我无法回到德国。我们没有其他安全港。我必须在全世界的海洋上兴风作浪，尽我所能地奋斗，才有可能杀出一条血路。路上我的弹药可能用尽，或者实力强得多的敌人成功抓住了我。但是在坏蛋击败我之前，我一定会让他们付出代价。”
在港内时，德国海军部发来消息，要求施佩想办法突围回到德国。由于中立政策的限制，德军船舰只能在瓦尔帕莱索停留24小时，之后他们前往亚历山大塞尔扣克岛，来换取莱比锡号和德累斯顿号入港。在岛上，他们成功从俘获的英法商船上搜刮到了更多的燃煤。 最后，补给完毕的五艘德国巡洋舰再次会合，绕过了合恩角，前往南大西洋海域。他们不知道的是，此时皇家海军派出了强大的战列巡洋舰無敵號和不屈號，正试图找到并摧毁施佩舰队，为科罗内尔海战和克拉多克海军少将报仇。

#### 福克兰群岛海战
1914年12月，东亚分舰队收到了一系列关于英国皇家海军在南大西洋海域部署的情报，但是这些情报不仅零碎，而且互相矛盾——有的声称英军已派重兵增援，有的声称福克兰群岛无人把守。12月6日早上，施佩和手下舰长们商议，开始计划下一步的行动：施佩和两名舰长希望能进攻福克兰群岛，摧毁那里的英国无线电站；另外三名舰长却希望能绕过福克兰群岛，前往阿根廷海岸，袭击附近的英国商船。施佩坚持己见，决定进攻，于是舰队于12月6日中午12时开赴福克兰群岛。12月8日早上，格奈森瑙号和纽伦堡号前往斯坦利港，试图轰炸港口。然而，当他们靠近时，格奈森瑙号的瞭望哨发现港里有不少烟柱，但她的舰长认为那是英国人在焚毁自己的燃煤储备以防止被德国人缴获，于是不以为意继续前进。9时20分，德国人的进军被来自前无畏舰克诺珀斯号的12英寸（305毫米）火炮齐射打断了。海面上炮弹爆炸产生的水柱让施佩立刻取消了进攻，他命令格奈森瑙号和纽伦堡号向自己汇拢，准备撤离。另一边，港内由海军中将道维顿·斯特迪爵士率领的英国围捕舰队正在抓紧完成整备，很快英军舰队出海，开始追击施佩舰队。

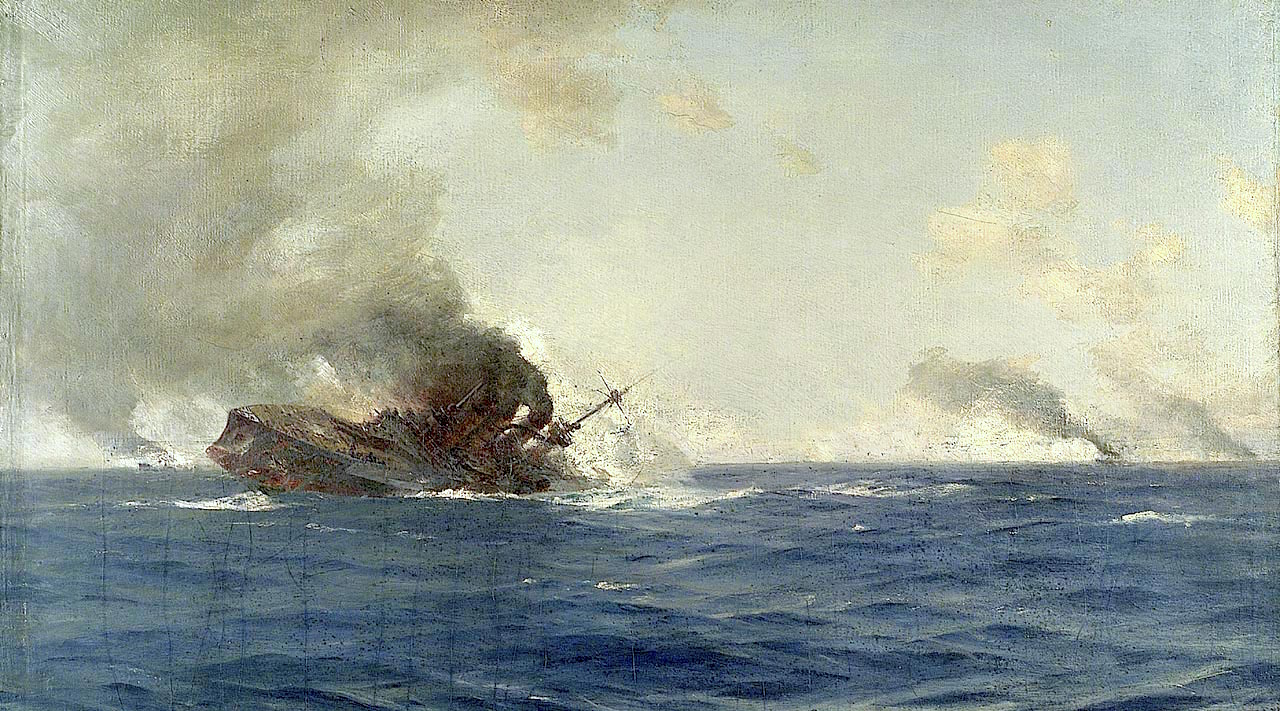
沙恩霍斯特号的沉没

13时20分，英军的战列巡洋舰追上了施佩舰队。施佩意识自己手下速度较慢的装甲巡洋舰不可能有机会逃离，于是他命令手下的轻巡洋舰转向南方，而自己带领沙恩霍斯特号和格奈森瑙号迎战英国人以争取时间。斯特迪同样命令自己的舰队分离，一部分向南追击德军轻巡洋舰，而自己带领主力迎击施佩。施佩通过一些巧妙的操作，成功让自己的舰船处于英国舰队的下风处，这样英舰上来自烟囱的浓烟就会笼罩整个船头，遮蔽舰桥和观察哨的视野。沙恩霍斯特号在第三次齐射就取得了跨射，而且很快就命中了无敌号两次，自己却毫发无伤。斯特迪开始向北转向以拉开距离，发挥自己舰上火炮的射程优势，施佩乘机转向南准备逃离。于是斯特迪被迫向南转向追击施佩，而逃跑无望的施佩则顺势转向向北，拉近了距离，这样他舰上的150毫米副炮就可以开火。
随着战斗进展，英国人的准头终于开始变好，逐渐取得越来越多的命中。下午16时，沙恩霍斯特号开始侧倾，舰上燃起熊熊大火。施佩命令格奈森瑙号脱离接触逃离战场，同时他带领沙恩霍斯特号冲向英军，可能是想发射鱼雷。16时17分，沙恩霍斯特号倾覆沉没，施佩海军中将阵亡，沙恩霍斯特号全舰没有幸存者。英国人专注于追击格奈森瑙号，所以没有进行搜救。在接下来的战斗中，格奈森瑙号，纽伦堡号和莱比锡号同样被英国人击沉，只有德累斯顿号暂时逃离，虽然她最终还是在3个月之后的马斯地岛海战中被迫自沉。在横跨半个地球的航行之后，德国东亚分舰队全军覆没，一共有2200名官兵阵亡，包括施佩的两个儿子——在格奈森瑙号上服役的海因里希和在纽伦堡号上服役的奥托。

## 纪念
阵亡后，斯比被德国视作战争英雄。德国媒体广泛报道了东亚分舰队官兵的勇气以及他们战斗到最后一刻的决心。1917年9月，第二艘马肯森级战列巡洋舰被命名为施佩伯爵号，由施佩的遗孀玛格丽塔命名，掷瓶下水。但直到一战结束施佩伯爵号也没能完工，最后于1921年被拆解报废。1934年，纳粹德国海军用施佩的名字命名了袖珍战列舰施佩伯爵将军号装甲舰，和之前一样，斯比的家人为这艘船命名，这次是由斯比的女儿为其掷瓶下水。1939年12月，施佩伯爵将军号在拉普拉塔河口海战中被3艘英国巡洋舰击伤，被困在中立国乌拉圭的蒙得维的亚港，最后因为误信英军捏造的假情报而被迫自沉。1959年到1964年，联邦德国海军也有一艘训练护卫舰也被命名为施佩伯爵号。
施佩的旗舰沙恩霍斯特号的残骸于2019年12月5日在福克兰群岛附近被发现，发现日距她沉没差不多正好105年。冯·施佩家族的族长威廉·冯·施佩伯爵把沉船的地点叫做“苦乐参半”——他说：“这么多人的最后安息之地能够被找到，并得到保护，我们家族感到十分欣慰；同时，沉船也是关于生命巨大浪费的一种告诫：作为一个家庭，我们在一天里失去了一个父亲和两个儿子；在第一次世界大战中，有成千上万的家庭和我们一样，遭受了这样不可思议的损失。我们必须怀念逝者并且确保他们的牺牲没有白费。”